# Hans Arp

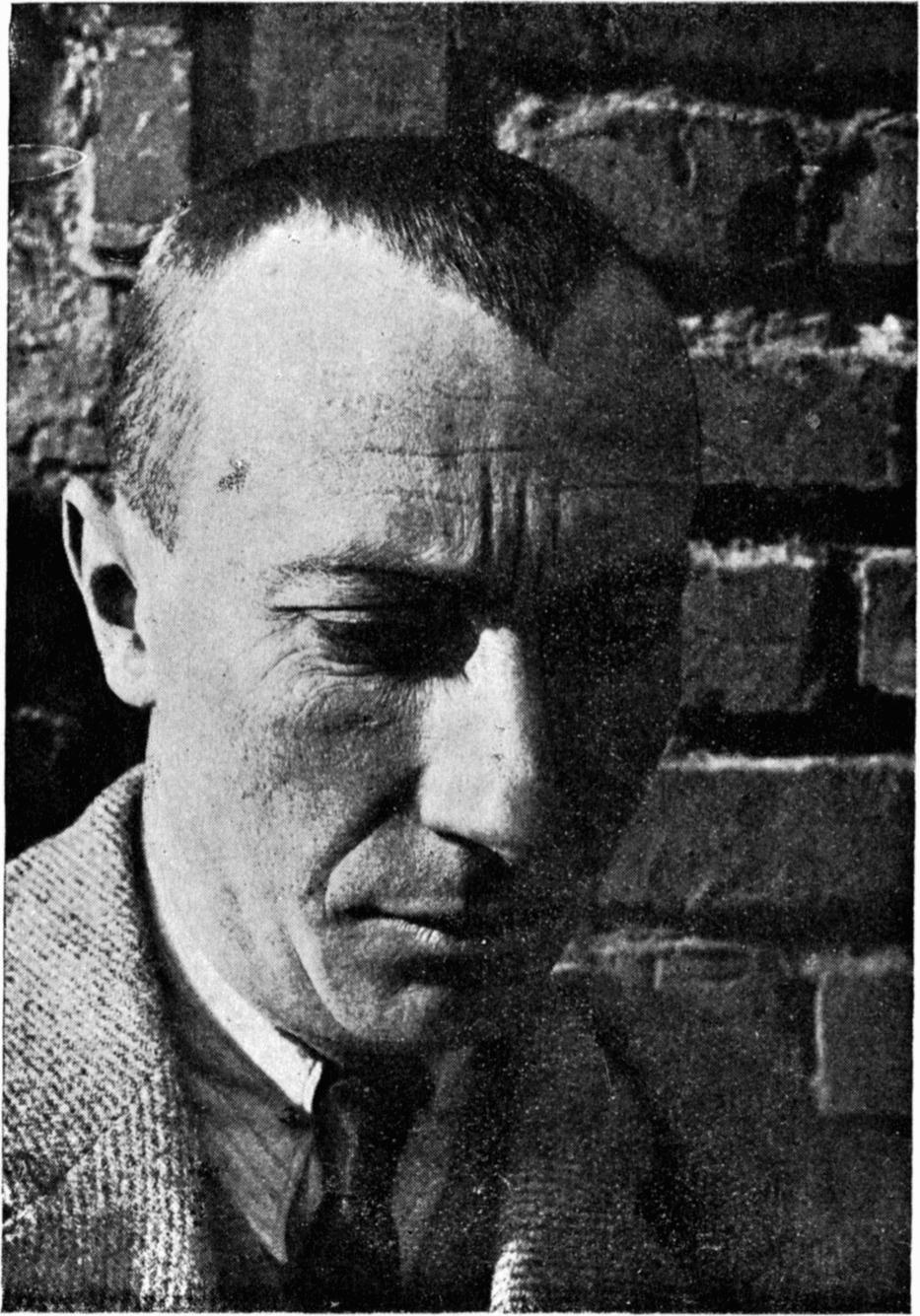
Hans Arp (um 1925)

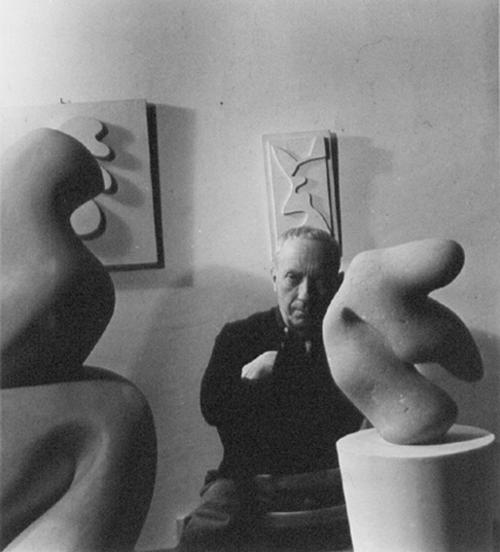
Hans Arp, Foto: Emmy Andriesse, zwischen 1943 und 1953

Hans Peter Wilhelm Arp, auch Jean Arp (* 16. September 1886 in Straßburg; † 7. Juni 1966 in Basel) war ein deutsch-französischer Maler, Grafiker, Bildhauer und Lyriker.

## Leben
Er bewegte sich in den künstlerischen Kreisen der Konstruktivisten und der Pariser Surrealisten, wobei er 1916 den Dadaismus als eine literarische und künstlerische Bewegung als Antwort auf den Ersten Weltkrieg und gegen dessen soziale Konventionen in Zürich mitbegründete. Besonders eng arbeitete Arp mit seiner ersten Frau Sophie Taeuber-Arp und zeitweise mit weiteren Künstlern, wie dem Konstruktivisten El Lissitzky, Max Ernst oder Kurt Schwitters, zusammen. 1930 wurde er Mitglied der Gruppe Cercle et Carré und ein Jahr später Mitbegründer der neuen abstrakten Pariser Künstlergruppierung Abstraction-Création.
Arps Œuvre ist vom dadaistischen Prinzip des Zufalls und ab den 1920er-Jahren von einer „Objektsprache“ des Alltäglichen geprägt. Besonders charakteristisch ist seine Auseinandersetzung mit „biomorphen“, naturnahen, gerundeten Formen, die sein Werk bis heute unverkennbar machen.

### Familie

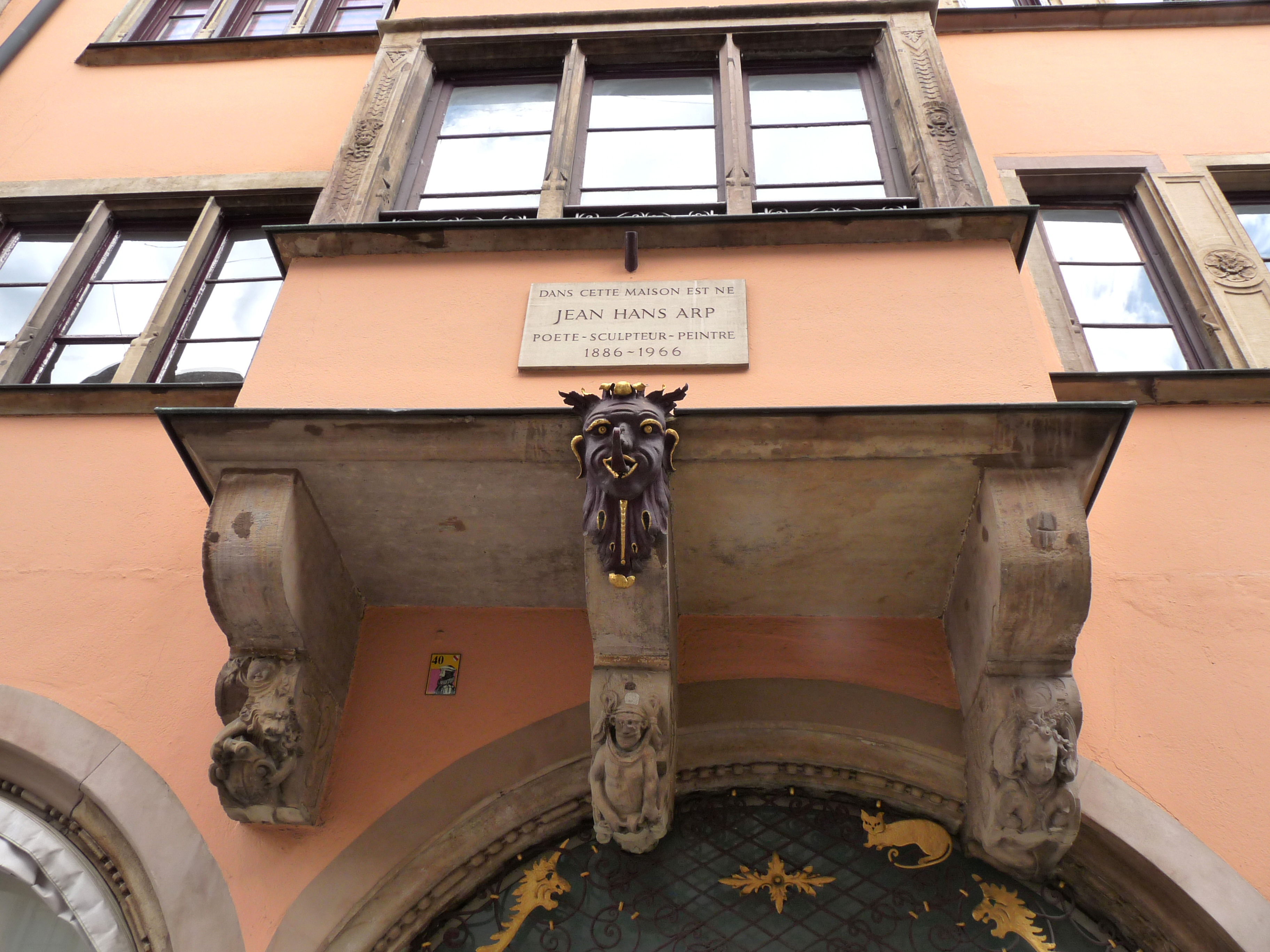
Arps Geburtshaus in Straßburg (52, rue du Vieux Marché aux Poissons / Alter Fischmarkt 52)

Hans Arp entstammt väterlicherseits einer Hugenottenfamilie aus der holsteinischen Probstei und mütterlicherseits einer elsässisch-französischen Familie. Sein Vater Jürgen Peter Wilhelm Arp, 1853 in Kiel geboren, zog 1877 ins damals zum Deutschen Reich gehörende Straßburg, wo er 1880 Marie Joséphine Koeberlé heiratete. „Joe“, Tochter eines Tapeziermeisters aus Oberschäffolsheim, wurde 1857 in Straßburg geboren, ihre Familie mütterlicherseits stammt aus dem burgundischen Tournus. Der Vater von Hans besaß eine prosperierende Zigarrenfabrik – schon früh lernte Hans die für seine Kunst höchst charakteristischen runden Formen in Gestalt von Rauchschwaden kennen. Seine Mutter war eine talentierte Pianistin und Sängerin. Hans und sein 1891 geborener Bruder Wilhelm Franz Philipp, Willie genannt, wuchsen dreisprachig auf; mit ihrer Mutter sprachen sie Französisch, mit ihrem Vater und in der Schule Deutsch, im außerhäuslichen und außerschulischen Alltag Elsässisch, wobei der Elsässer Akzent auch auf die beiden anderen Sprachen abfärbte. In seiner Jugend interessierte sich Hans vor allem für die Dichter der deutschen Romantik wie Novalis, Clemens Brentano und Ludwig Tieck sowie für französische Dichter wie Arthur Rimbaud und Comte de Lautréamont.

### 1904 bis 1914

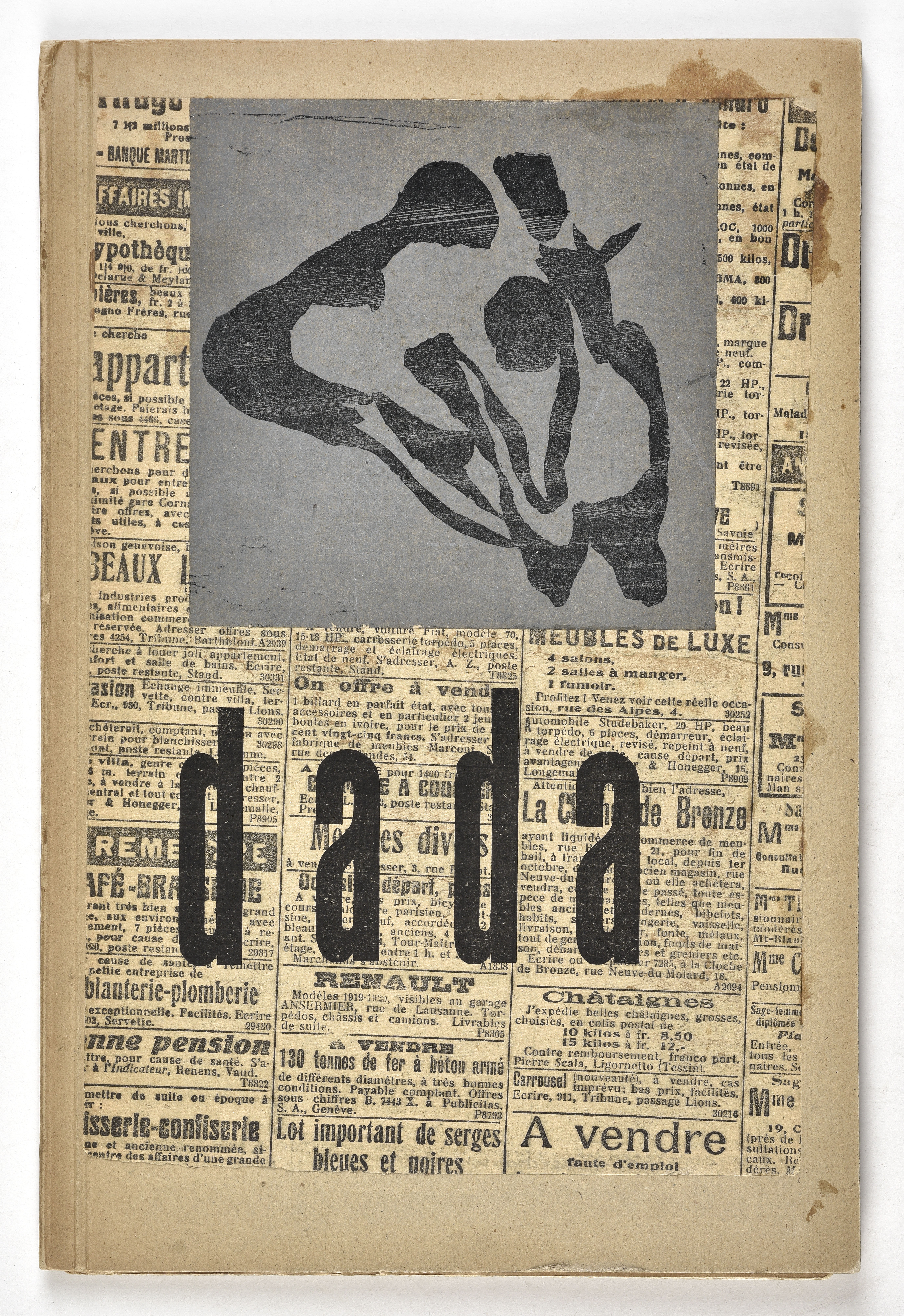
Hans Arp, graviertes Holz und Collage für das Cover der Zeitschrift Dada. Ausgabe 4–5, unter Direktion von Tristan Tzara, Zürich, 1919.

Von 1904 bis 1908 studierte Arp Bildende Kunst an der Kunstschule Weimar und an der Académie Julian in Paris, die er wegen ihrer konventionellen Lehrmethoden enttäuscht verließ. Ab 1909 lebte er im schweizerischen Kanton Luzern, da sein Vater 1907 seine Fabrik nach Weggis verlegt hatte. 1911 wurde er Mitbegründer der Künstlervereinigung Moderner Bund. Er lernte Wassily Kandinsky kennen und knüpfte über ihn Kontakte zur Gruppe Der Blaue Reiter.

### 1915 bis 1932
1915 wurden Arps abstrakte Werke erstmals in Zürich ausgestellt. 1916 illustrierte er Tristan Tzaras Lyrikband 25 Gedichte. Über Tzara lernte er Hugo Ball, Emmy Hennings, Marcel Janco, Hans Richter und Richard Huelsenbeck kennen, mit denen er 1916 den Dadaismus in Zürich begründete. Ab 1916 war er mit der Künstlerin und Textilgestalterin Sophie Taeuber befreundet. Sie begannen, sich bezüglich der Erneuerung der Kunst auszutauschen und zusammenzuarbeiten. Arp führte Taeuber in den Kreis der Dadaisten ein, an deren Veranstaltungen sie sich aktiv beteiligte. 1919 zog Hans Arp nach Köln und schloss Freundschaft mit Max Ernst und Johannes Theodor Baargeld. Mit diesen begründete er den Kölner Dadaismus; sie gaben gemeinsam die marxistisch orientierte Zeitschrift Der Ventilator heraus. 1920 nahm Arp an der Ersten Internationalen Dada-Messe in der Berliner Galerie Otto Burchard teil und veröffentlichte auf Vermittlung von Kurt Schwitters den Gedichtband Die Wolkenpumpe, dessen Gedichte Arp als Textcollagen bezeichnete. In ihnen war der Zufall ein wesentliches Gestaltungsprinzip.

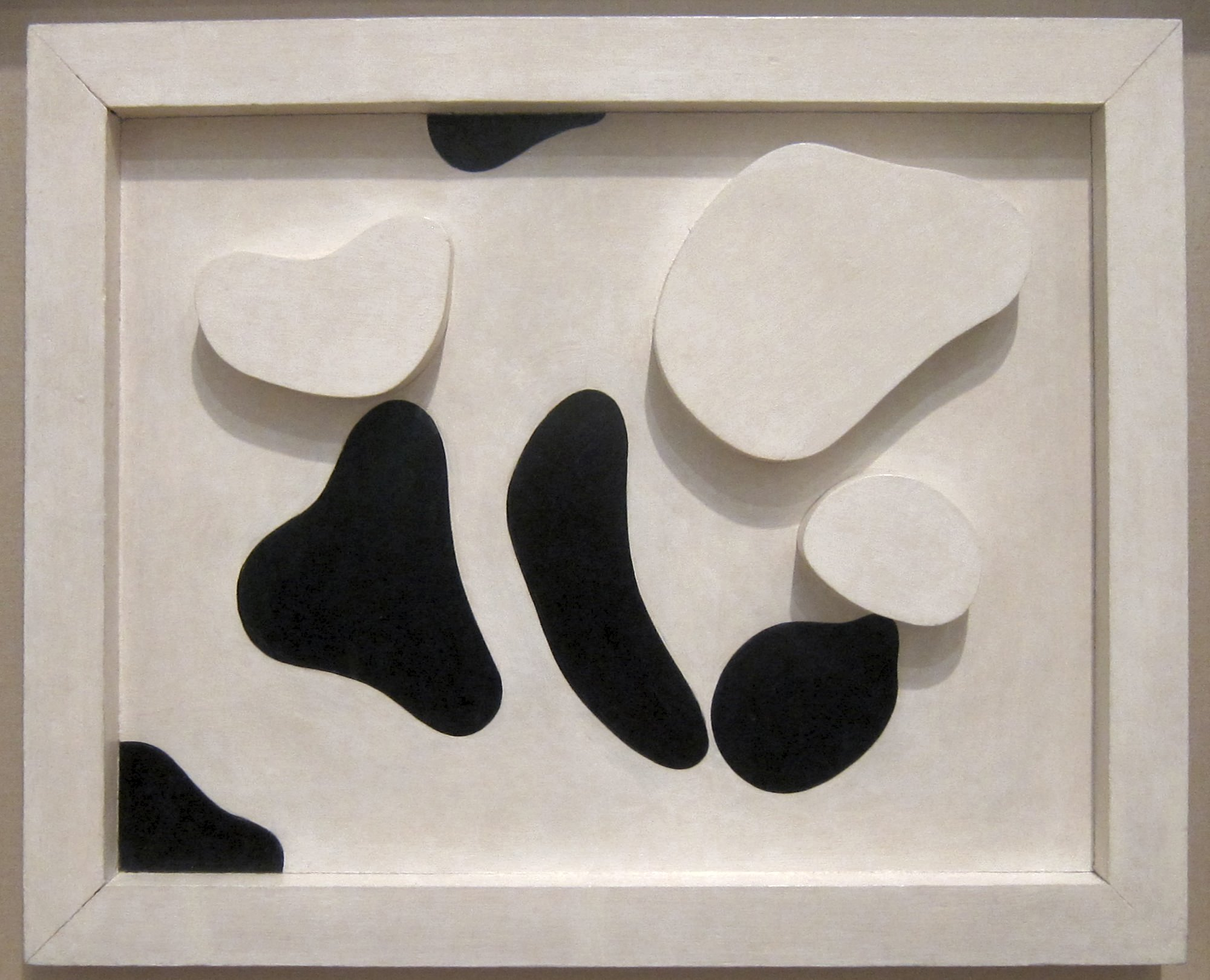
Constellation According to the Laws of Chance, Aluminiumskulptur von Hans Arp, ca. 1930, Tate Modern, London

Am 20. Oktober 1922 heirateten Hans Arp und Sophie Taeuber in Pura/Tessin. Einzeln und zusammen schufen sie viele Werke. 1923 begann Arp eine engere Zusammenarbeit mit Schwitters. 1923 nahm Hans Arp in Paris an einer Gruppenausstellung der Surrealisten teil. 1925 mietete er ein Atelier in Paris, das auch Sophie Taeuber-Arp manchmal nutzte. Die Arps wurden Mitglieder der Künstlerbewegung Cercle et Carré, später der Nachfolge-Organisation Abstraction-Création. Arp hatte engen Kontakt mit internationalen Avantgardisten wie Kasimir Malewitsch und El Lissitzky. Malewitsch schenkte ihm mehrere Grafiken. Zusammen mit Lissitzky veröffentlichte er 1925 das Buch Die Kunstismen.
1926 zogen die Arps nach Straßburg. Sie luden den holländischen Künstler und Architekten Theo van Doesburg ein, am Aubette-Projekt in Straßburg mitzuarbeiten – es ging um die Gestaltung der Innendekoration eines großen Lokals mit Bar, Café, Salon usw. Auch übte das Ehepaar Arp einen wichtigen Einfluss auf die Stilrichtung des Hard Edge aus. Der abstrakte amerikanische Künstler Ellsworth Kelly hatte sie sehr oft in Paris besucht und die beiden prägten wesentlich seine frühe Entwicklung, eine unpersönliche, nicht-individuelle Kunst machen zu wollen. Im selben Jahr zogen die Arps nach Meudon bei Paris und nahmen dort am 20. Juli 1926 die französische Staatsangehörigkeit an. Ursprünglich Maler und Graphiker, trat Arp seit 1930 vermehrt als Plastiker hervor.

### 1933 bis 1954

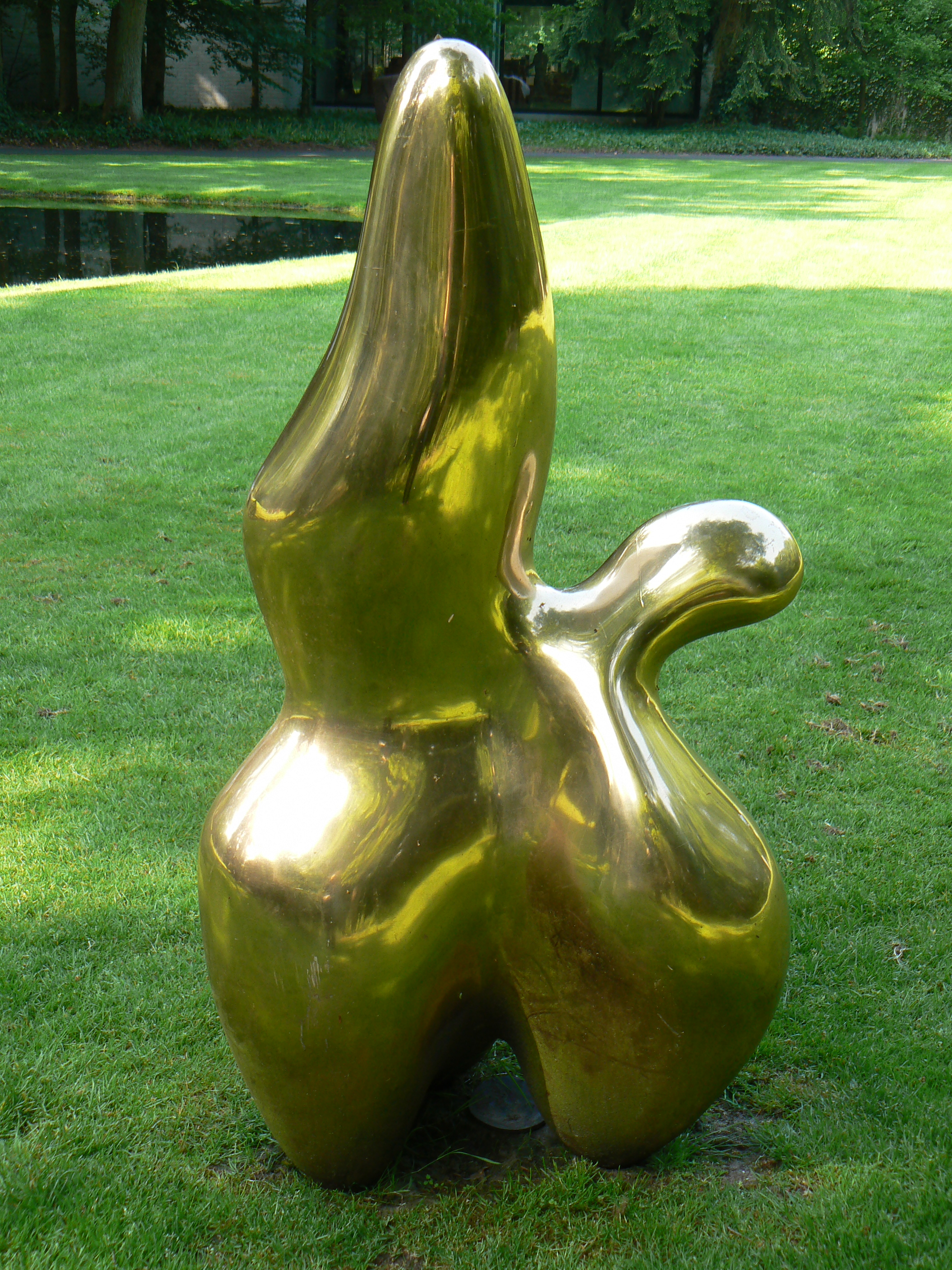
Berger de nuages (1953)

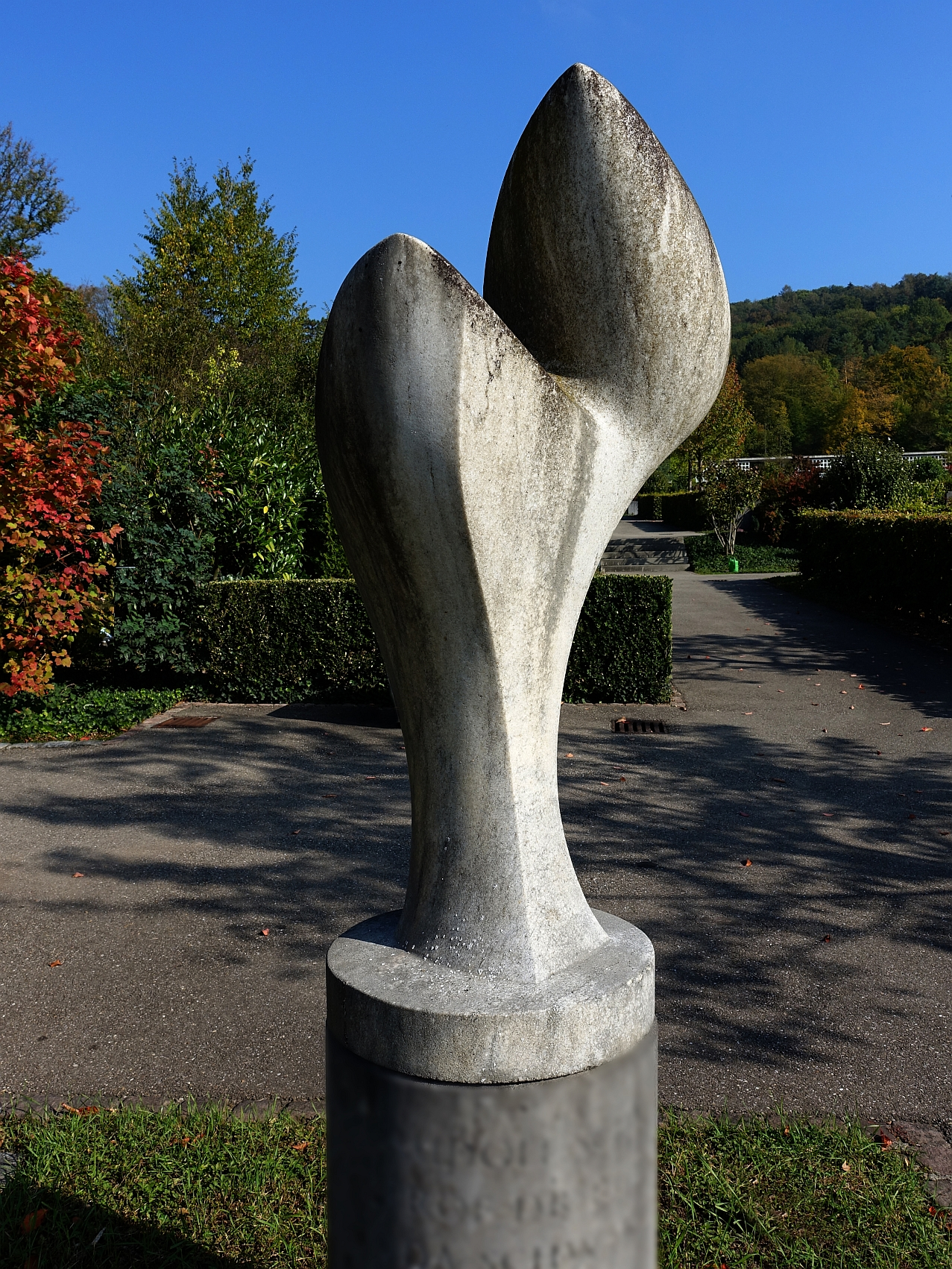
Grabskulptur 1953, ohne Titel, auf dem Friedhof am Hörnli, Standort: 47°33'57.5"N 7°38'30.7"E

Die Arbeiten Arps galten den Nazis als „entartet“. 1937 wurden in der Nazi-Aktion „Entartete Kunst“ eine Zeichnung Arps („Komposition“) aus dem Provinzialmuseum Hannover beschlagnahmt und anschließend vernichtet.
Das Ehepaar Arp zog in den unbesetzten Teil Frankreichs, nach Grasse. Gedichte schrieb er nun vor allem auf Französisch. Er hatte kein Atelier und musste als Maler und Bildhauer notgedrungen mit leichten, transportablen und billigen Materialien arbeiten. So entstanden die dessins aux doigts (Fingerzeichnungen) und die Papiers froissés (Zerknitterten Papiere). Mit Zuwendungen von Maja Sacher, Erika Schlegel und anderen Gönnern wurden Arps über Wasser gehalten. Ende 1942 flohen sie vor der anrückenden deutschen Wehrmacht in die Schweiz.
Sophie Taeuber-Arp starb in der Nacht zum 13. Januar 1943 im Haus von Max Bill in Zürich an einer Kohlenmonoxidvergiftung. Arp brauchte Jahre, um sich von diesem Verlust zu erholen, und widmete Sophie viele seiner Werke. Zusammen mit Georg Schmidt arbeitete er an einer Monografie über ihr Werk. 1949 reiste Arp in die USA, wo seine Kunst dank der Hilfe des Galeristen Curt Valentin zunehmend Erfolg hatte. Da die Mehrzahl seiner Käufer nun dort lebte, überlegte Arp, ob er emigrieren sollte; er entschied sich aber am Ende dagegen.
Ab 1950 entwarf Arp mehrere Großplastiken für die Universitäten von Harvard und Caracas und das UNESCO-Gebäude in Paris. 1952 reiste Arp nach Rom und Griechenland und bekam dort neue Anregungen für plastische Arbeiten (beispielsweise Kobra-Kentaur), für die er auf der Biennale von Venedig 1954 den Internationalen Preis für Skulptur erhielt.

### 1955 bis 1966

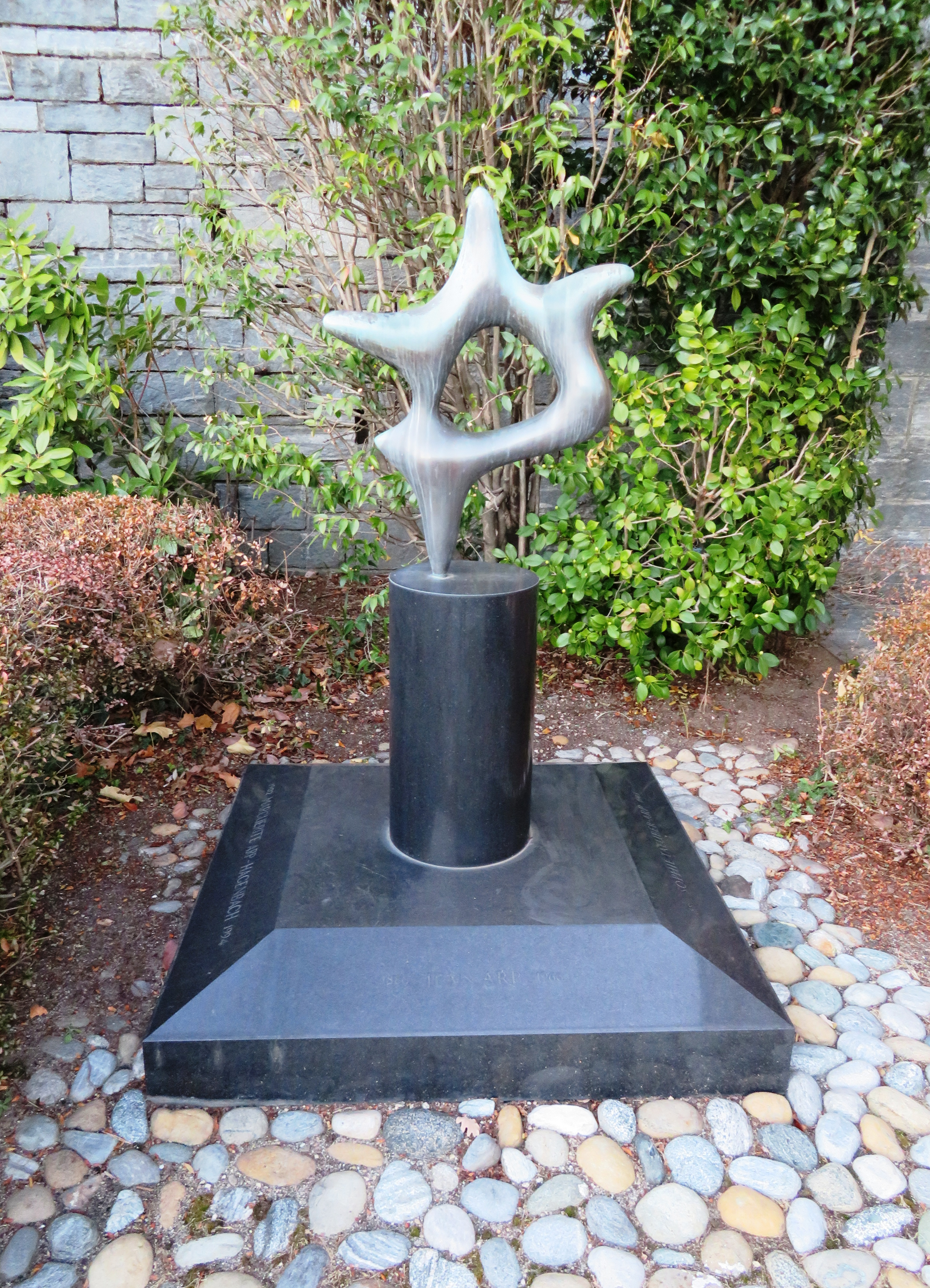
Das Grab von Hans Arp, Sophie Taeuber-Arp und Marguerite Arp-Hagenbach in Locarno

Dem nunmehr international erfolgreichen Künstler Arp wurde 1957 die erste umfassende Monografie gewidmet. Im selben Jahr wurde er Mitglied der Deutschen Akademie für Sprache und Dichtung. 1958 veranstaltete das Museum of Modern Art in New York eine umfassende Retrospektive. Arp war Teilnehmer der documenta 1 1955, der documenta II 1959 und der documenta III 1964. Seine Kunst war nun so gefragt, dass er Mitarbeiter beschäftigen konnte.
1959 heiratete Hans Arp seine langjährige Freundin Marguerite Hagenbach (1902–1994). Er starb 1966 im Alter von 79 Jahren in Basel. Sein Grab befindet sich auf dem Cimitero di Santa Maria in Selva in Locarno, Kanton Tessin. Im Museo comunale Casa Rusca von Locarno findet sich der von Arps zweiter Frau gestiftete Nachlass. Neben Werken des Künstlers selbst umfasst der Nachlass auch Arps private Kunstsammlung.

## Kunsthistorische Einordnung
Wie der deutsche Kunsthistoriker Johannes Jahn schreibt, bewegen sich Arps Werke „in einer eigenartigen Welt zwischen Dadaismus, Surrealismus und Abstraktion. In seinen plastischen Gebilden bemüht es sich, das von innen heraus urhaft Keimende organischer Formen darzustellen.“ Die Kunsthistorikerin Carola Giedion-Welcker betont wiederum die Relevanz jener Naturvision in den 1930er-Jahren und machte diese bei Arp fest als „Sichtbarmachung eines Unsichtbaren, die Suche nach einer optischen Sprache, welche die geistigen Sphären, jenseits der Welt der Erscheinungen zu erfassen vermag.“ Arps „Biomorphismus“ fand somit in vegetativen Formen den emblematischen Kodex für das Geistige in der Kunst. Juri Steiner erläutert weiter: „Arps plastische Konkretionen in weissem Marmor, Holz, Gips und Bronze beziehen sich auf das Festwerden der Masse im Stein, in der Pflanze, im Tier, im Menschen. Gerinnung, Verhärtung, Verdickung, Zusammenwachsen sind Sinnbilder der ewigen Verwandlung in der Natur. Die Kräfte dieser Prozesse nannte Arp ‚tension de sol‘ oder ‚Bodenspannung‘, in Anlehnung an die unaufhörlichen Naturzyklen. So produzierte auch Arp immer neue Konstellationen, wobei er die Erkenntnis für seine ‚bewegten Ovale‘ nicht nur aus der Naturbeobachtung, sondern auch aus philosophischen Texten von Lao Tse oder Jakob Boehme bezog. Aus der Bipolarisierung von Mann und Frau – Adam und Eva – entwuchs bei Arp wie bei Constantin Brancusi die Auseinandersetzung mit dem Ei als dem Zeugungssymbol schlechthin. Intention war es, den Menschen wieder an seinen angestammten Platz innerhalb der Schöpfung zu stellen. Dabei brachte Arp die dominanten Kunstrichtungen der Zwischenkriegszeit, Surrealismus und Konstruktivismus/Neo-Plastizismus spielerisch unter einen Hut.“

## Arp Museum Bahnhof Rolandseck

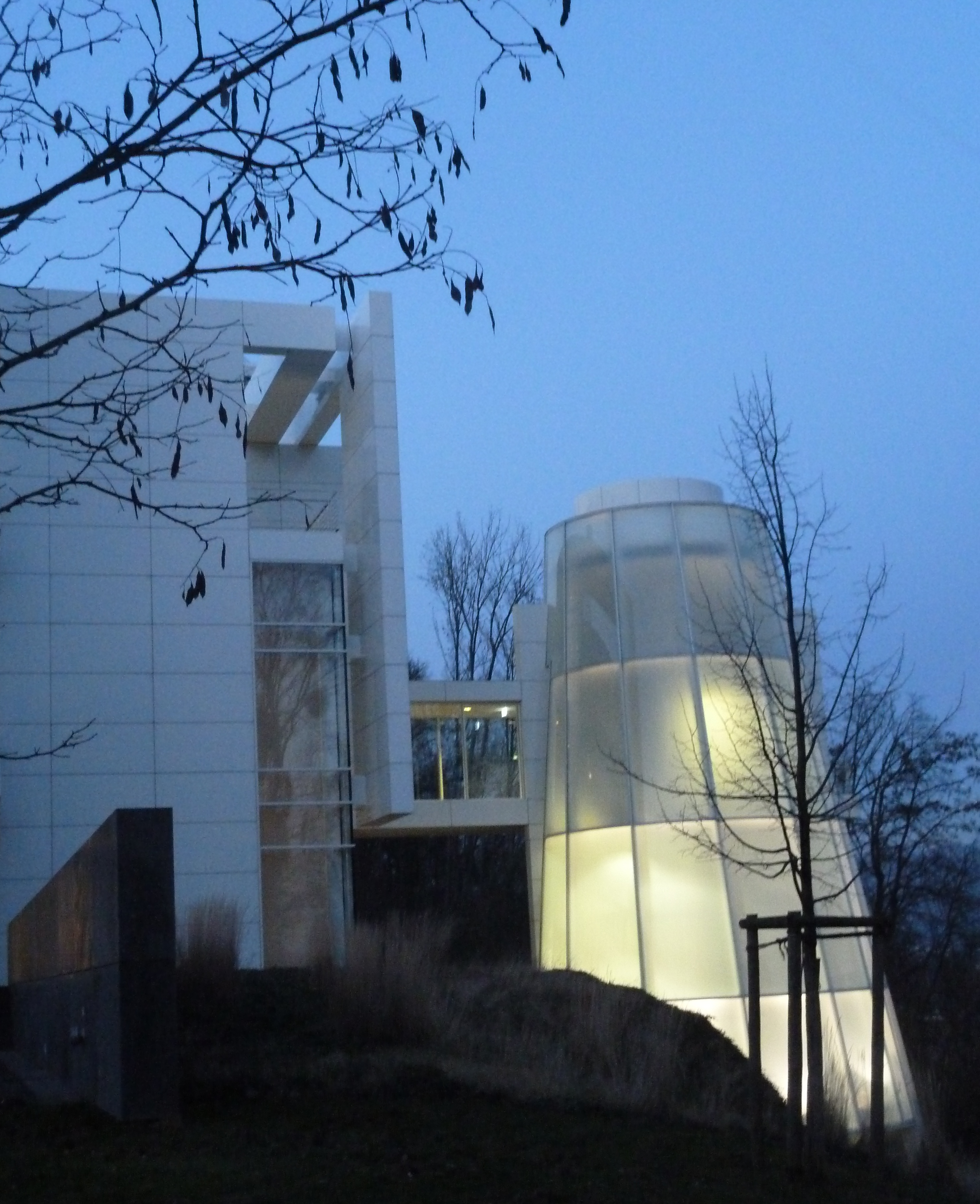
Neubau des Arp Museums Bahnhof Rolandseck

Das Arp Museum Bahnhof Rolandseck wird betrieben von der Landes-Stiftung Arp Museum Bahnhof Rolandseck mit Sitz in Remagen-Rolandseck. Eröffnet wurde es am 29. September 2007. Es präsentiert im Gebäude des Bahnhofs Rolandseck und in einem Neubau von Richard Meier Werke von Hans Arp und Sophie Taeuber-Arp aus dem Besitz des Landes Rheinland-Pfalz und Sonderausstellungen anderer Künstler.
Vor der Eröffnung des Museums kam es zu heftigen Diskussionen, da bei einigen der im Museum gezeigten Objekte, die aus Beständen des Vereins Stiftung Hans Arp und Sophie Taeuber-Arp e. V. strittig war, ob es sich um von Arp selbst autorisierte Werke oder spätere Nachgüsse und Repliken handelt.
Das Land Rheinland-Pfalz warf dem Verein außerdem Vertragsbruch vor, weil er einige Werke, die für den Ausstellungsbetrieb gedacht waren, verkauft habe. Im Sommer 2008 kündigte das Land die Zusammenarbeit.

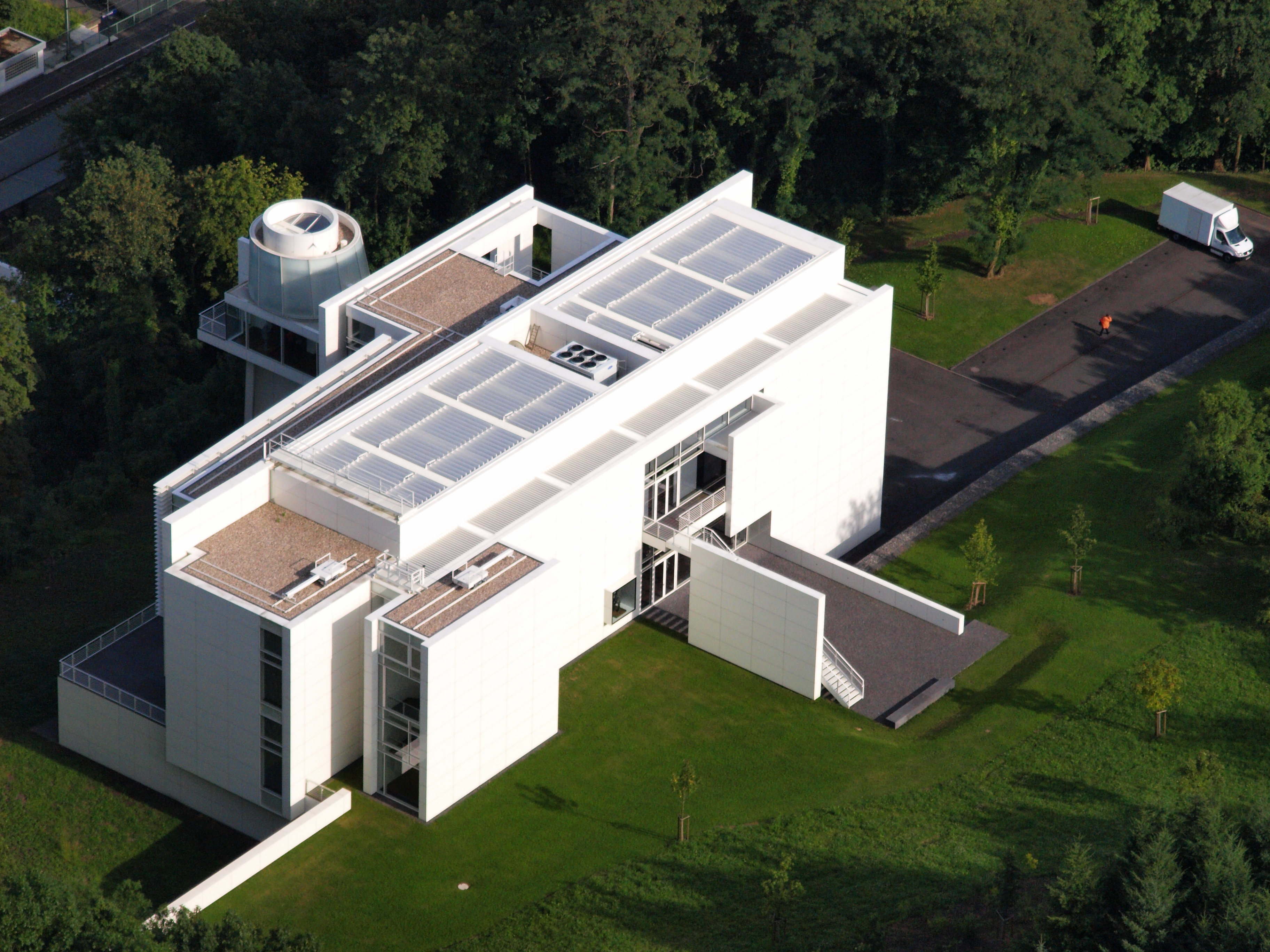
Arp Museum aus südwestlicher Richtung

## Hans Arp und Günter Fruhtrunk
Hans Arp und Günter Fruhtrunk waren miteinander befreundet. 1955 arbeitete Fruhtrunk im Atelier von Hans Arp. 1995 kam es zu einer Kooperation der Kunsthalle Nürnberg mit dem Museum für Moderne Kunst München mit dem Ziel einer Hinterfragung der jeweiligen künstlerischen Beeinflussung. Es fand die Ausstellung Günter Fruhtrunk innerhalb der Ausstellung Hans Arp. statt. Die Kuratoren der Ausstellung waren Lucius Grisebach, Christine Hopfengart und Hans-Peter Porzner.

## Stiftungen

### Fondation Arp
Die Fondation Arp befindet sich in dem von Sophie Taeuber 1929 entworfenen ehemaligen Atelierhaus der Arps in Clamart.
Das Haus mit einer reichen Sammlung von Werken von Hans Arp und Sophie Taeuber ist eine Stiftung von Marguerite Hagenbach aus dem Jahr 1976. Im Laufe der Jahre wurde die Sammlung durch weitere Stiftungen erweitert. Bemerkenswert ist Arps Atelier, in dem er die Gipse für die anzufertigenden Güsse herstellte. Ausgestellt sind dort 114 Plastiken und 32 Reliefs, die 1996 vom französischen Zoll beschlagnahmt worden sind.
Nach einer ersten Ausstellung im Centre Pompidou wird diese Sammlung seit Dezember 2006 in Clamart aufbewahrt. Zur Fondation Arp gehört eine Bibliothek.

### Fondazione Marguerite Arp-Hagenbach
Die Stiftung mit Sitz im ehemaligen Wohn- und Atelierhaus Ronco dei Fiori Hans Arps in Locarno-Solduno wurde 1988 von Marguerite Arp-Hagenbach gegründet. Seit 2000 kooperiert die Fondazione mit der Stiftung Liner in Appenzell. Ziel der Zusammenarbeit ist die Bewahrung der Fondazione Arp in ihrer heutigen Form, regelmäßige Ausstellungen der Werke von Arp und Sophie Taeuber in Appenzell sowie die Förderung ihrer Werke weltweit. Zu dem Haus gehört ein Skulpturengarten.

### Stiftung Hans Arp und Sophie Taeuber-Arp e.V.
Die Stiftung Hans Arp und Sophie Taeuber-Arp ist vorläufig noch als Verein organisiert. Sie betreut Teile des Nachlasses von Hans Arp, insbesondere die Rechte an Bronze-Plastiken. Sie war ursprünglich in Remagen-Rolandseck ansässig, zog aber 2013 nach Berlin. Sie publizierte 2012 eine Bestandsaufnahme aller Skulpturen. Diese Liste beantwortet auch die Frage nach der Berechtigung von posthumen Nachgüssen mit einer Gussrechteliste aus dem Jahr 1977, die von Arps zweiter Frau Marguerite Arp-Hagenbach unterzeichnet wurde.
Die Konflikte um die Nachgussrechte hatten zwischen 2008 und 2015 zur Einstellung internationaler Ausstellungstätigkeit mit Arps Werken geführt, da die Rechte an den Skulpturen als nicht gesichert galten.

## Auszeichnungen
- 1954: Internationaler Preis für Skulptur auf der Biennale von Venedig
- 1960: Ritter der Ehrenlegion
- 1961: Stephan-Lochner-Medaille der Stadt Köln
- 1961: Officier de l'Ordre des Arts et des Lettres
- 1963: Grand Prix National des Arts, Paris
- 1964: Großer Kunstpreis des Landes Nordrhein-Westfalen
- 1964: Carnegie-Preis, Pittsburgh, Pa.
- 1966: Großes Bundesverdienstkreuz mit Stern

## Werke der bildenden Kunst (Auswahl)
- 1916/17: Die Grablegung der Vögel und Schmetterlinge (Holzrelief), Kunsthaus Zürich
- 1928: Konfiguration, Öffentliche Kunstsammlung Basel
- 1931: Amphora, Bemaltes Holzrelief, Kunstsammlung Nordrhein-Westfalen, Düsseldorf
- 1932: Konfiguration, Holzrelief, Fondation Beyeler, Basel
- 1936: Verstümmelt und heimatlos, Plastik
- 1950: Idole, Bronze, poliert,[24] Hessisches Landesmuseum Darmstadt
- 1953: Weiblicher Torso, Plastik
- 1953: Berger de nuages, Plastik Skulpturenpark am Kröller-Müller-Museum in Otterlo
- 1955: Face (Holzrelief), Museo Cantonale d’Arte, Lugano
- 1957: Großes Bronzerelief für die UNESCO in Paris
- 1959: Feuille se reposant, Plastik Sammlung Skulpturenmuseum Glaskasten in Marl
- 1960: Bewegtes Tanzgeschmeide, Bahnhof Rolandseck
- 1960: Schalenbaum, Fondation Beyeler, Basel
- 1960: Eléments Interchangeables, Allgemeine Gewerbeschule Basel
- 1961: Wolkenschale, Universitätsbibliothek Bonn
- 1962: Schlüssel des Stundenschlägers, als vergrößerte Plastik auf dem Jockel-Fuchs-Platz in Mainz (1974)
- 1964: Poupée Préadamite, Bronze, Museo Cantonale d’Arte, Lugano

## Galerie

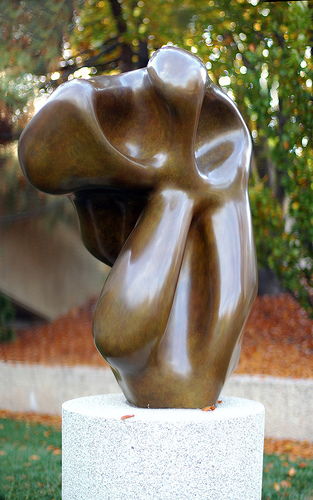
Evocation of a Form: Human Lunar Spectral (1950)
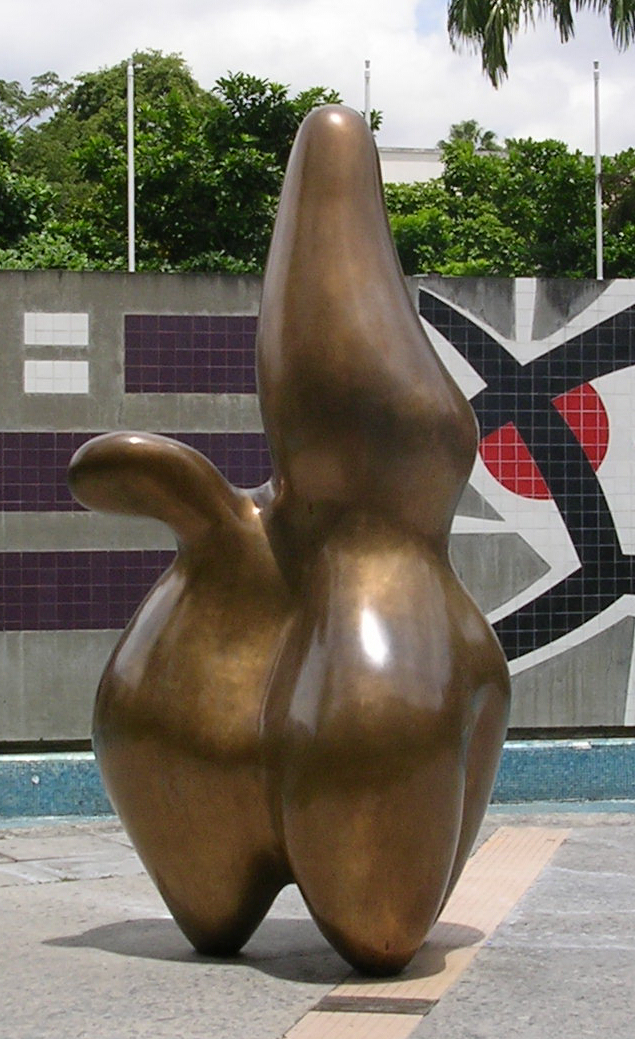
Wolkenhirt (1953)
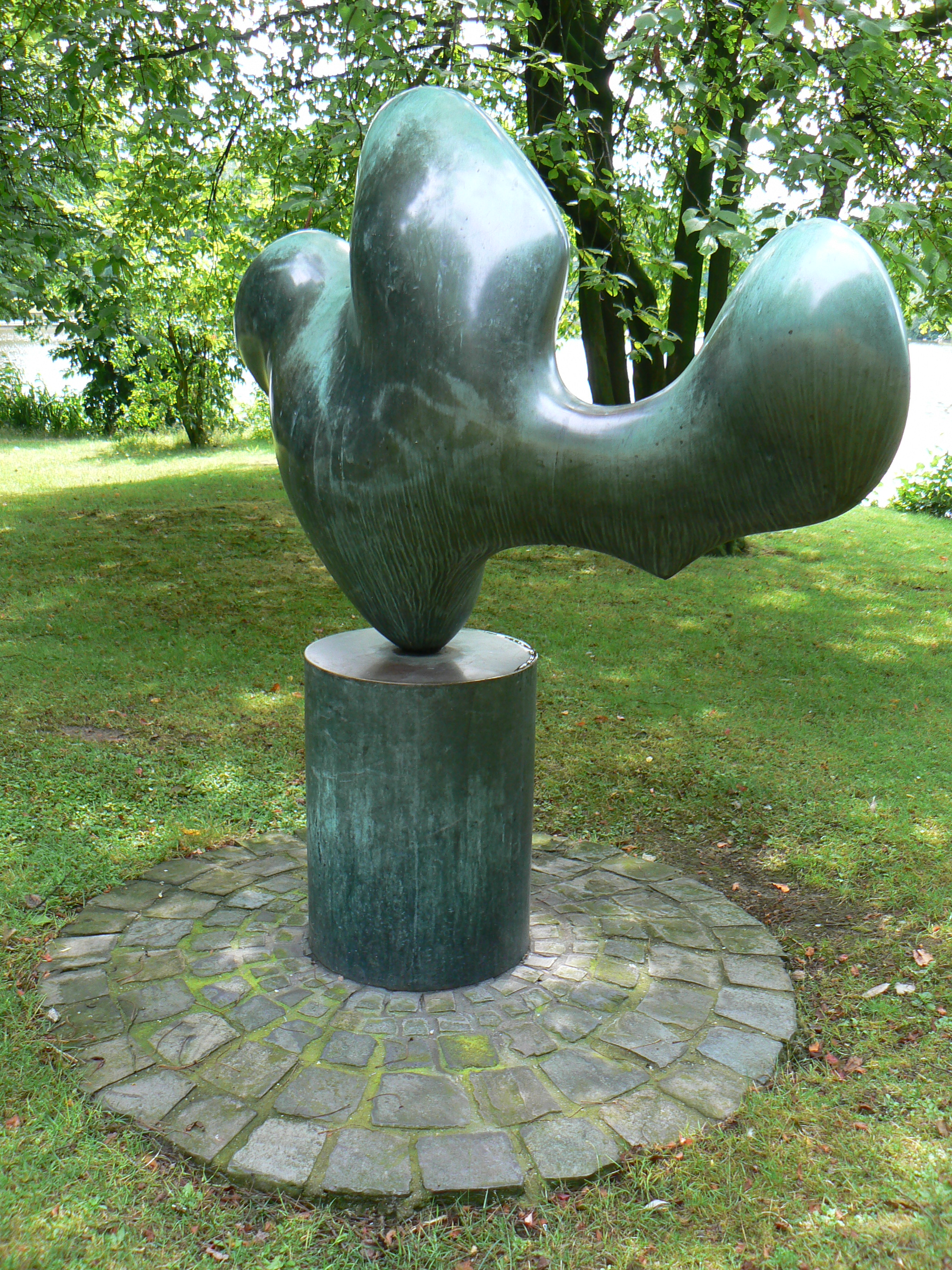
Feuille se reposant (1959)
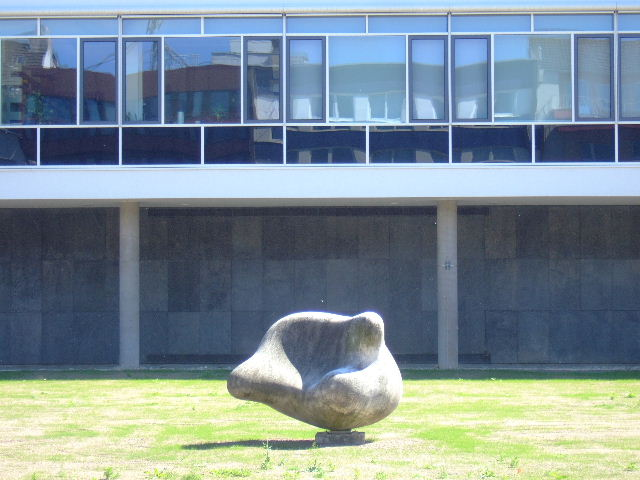
Wolkenschale (1961)
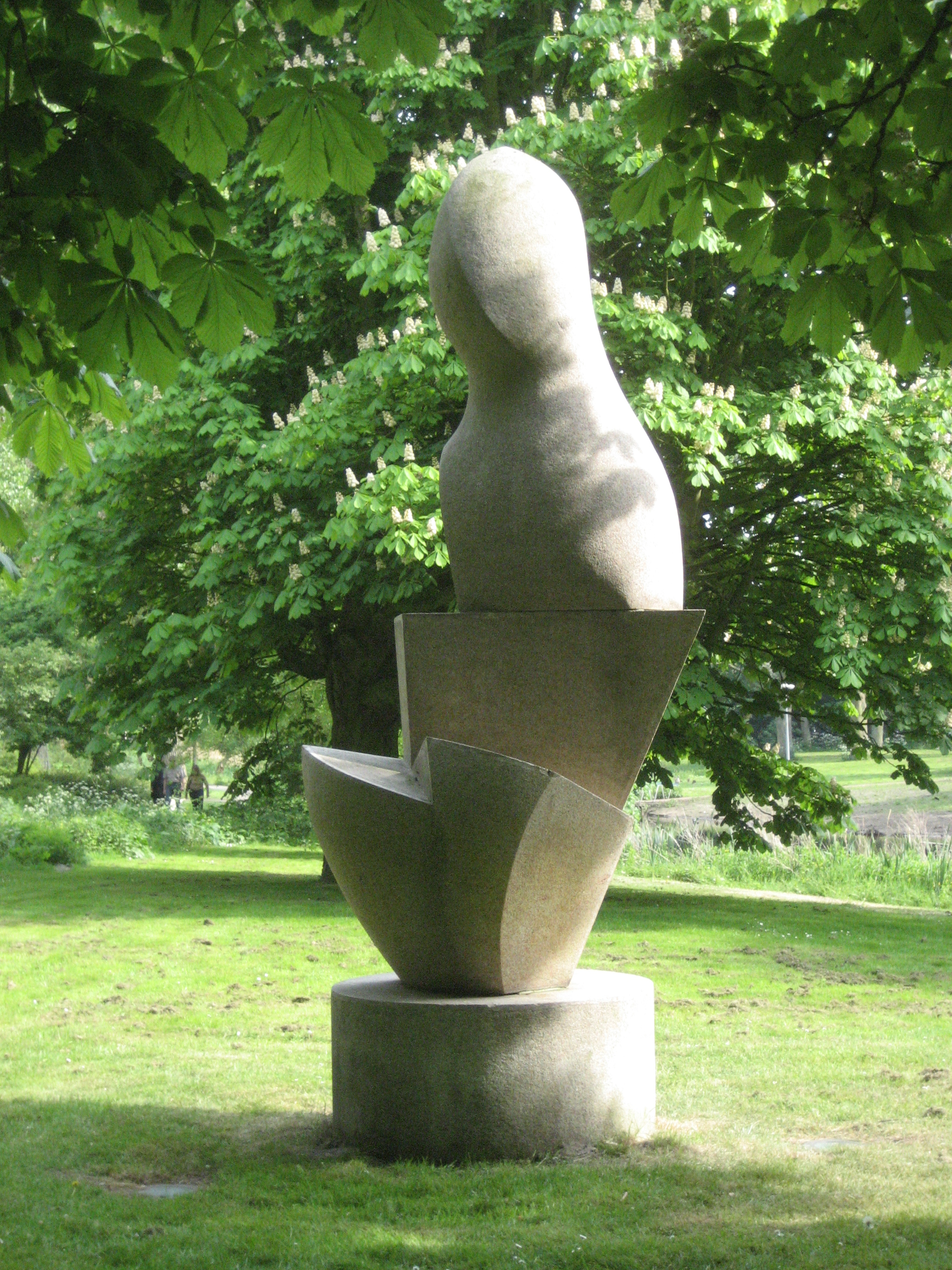
Scrutant l’horizon (1966, Den Haag)
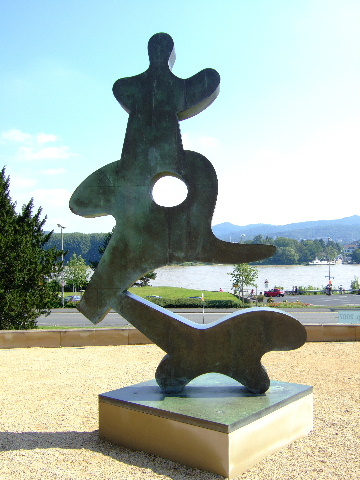
Bewegtes Tanzgeschmeide (1960/1970)
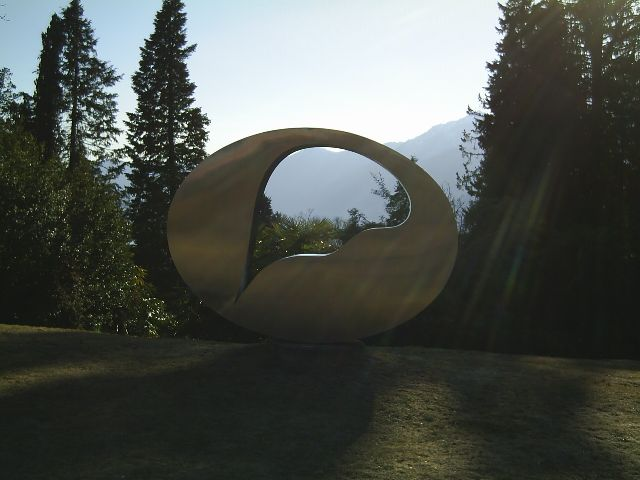
„Roue Oriflamme“/„Goldflammendes Rad“ (1962) auf dem Monte Verità
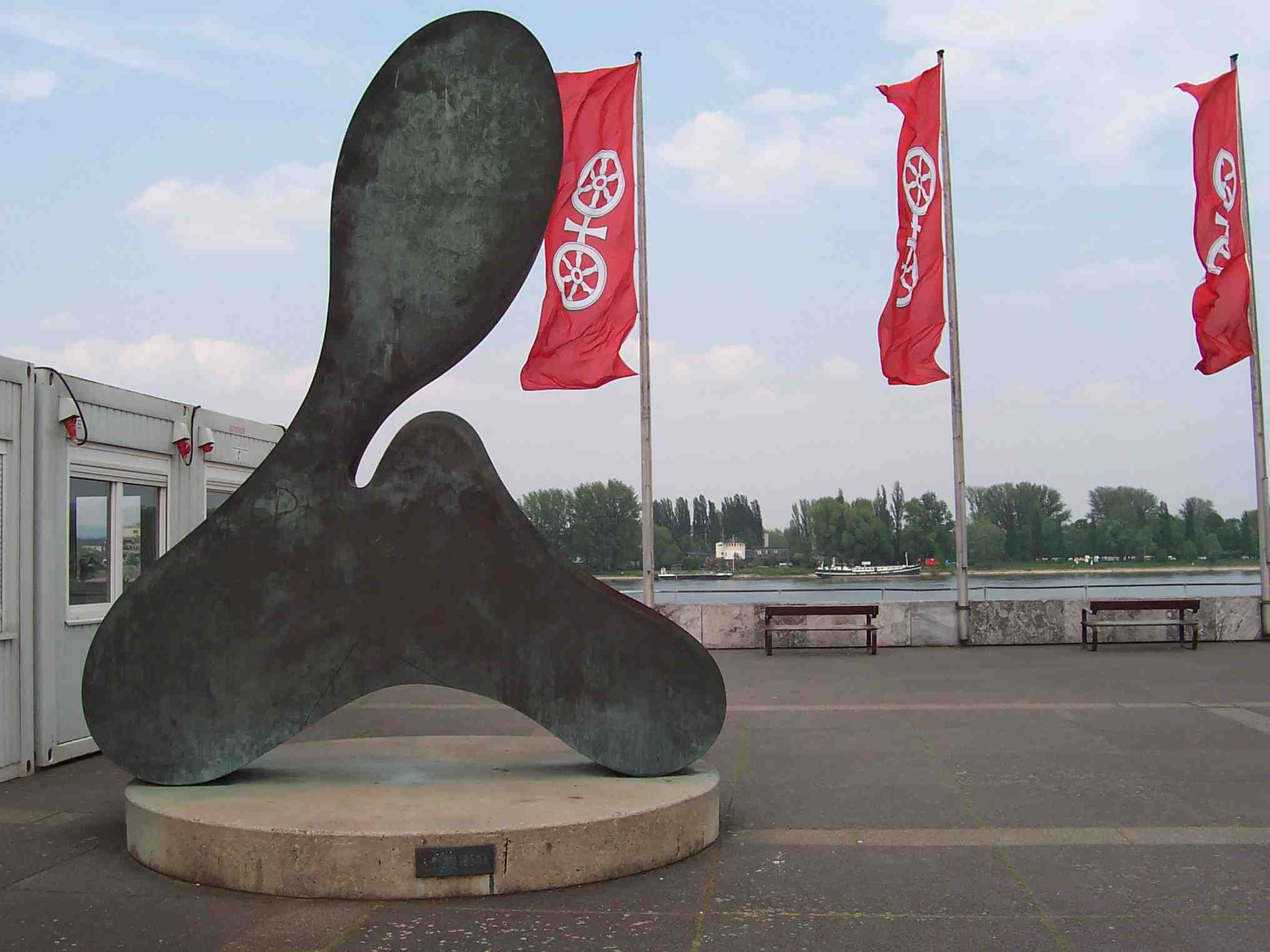
Schlüssel des Stundenschlägers (1962/1974)

## Poetische Werke
- Die Wolkenpumpe. Die Silbergäule. Hannover 1920.
- Der Pyramidenrock. Erlenbach-Zürich 1924.
- Gedichte: Weisst du schwarzt du. Fünf Klebebilder von Max Ernst. Pra, Zürich 1930.
- Konfiguration. Poésie & Co. Paris 1930.
- Worte mit und ohne Anker. Wiesbaden 1957, ISBN 978-3-453-85008-8.
- Sinnende Flammen. Zürich 1961.
- Logbuch des Traumkapitäns. Zürich 1965.
- L’Ange et la Rose. Forqualquier 1965.

Werkausgabe der Gedichte
- Gesammelte Gedichte I. 1903–1939. In Zusammenarbeit mit dem Autor herausgegeben von Marguerite Arp-Hagenbach und Peter Schifferli. Arche, Zürich 1963.
- Gesammelte Gedichte II. 1939–1957. Arche, Zürich 1974, ISBN 3-7160-1465-6.
- Gesammelte Gedichte III. 1957–1966. Herausgegeben von Aimée Bleikasten. Arche, Zürich 1984, ISBN 3-8090-2192-X.

## Vermischte Schriften
- Hans Arp, El Lissitzky: Die Kunstismen. Rentsch, Erlenbach-Zürich 1925. Reprint Müller, Baden 1990, ISBN 3-906700-28-3.
- Neue französische Malerei. Einf. von L. H. Neitzel. Leipzig 1913.
- Unsern täglichen Traum. Erinnerungen, Dichtungen und Betrachtungen aus den Jahren 1914–1954. Zürich 1955.
- Jours effeuillés. Poèmes, essais, souvenirs 1920–1965. Preface de Marcel Jean. Paris 1966.